# Rosenthal & Maeder

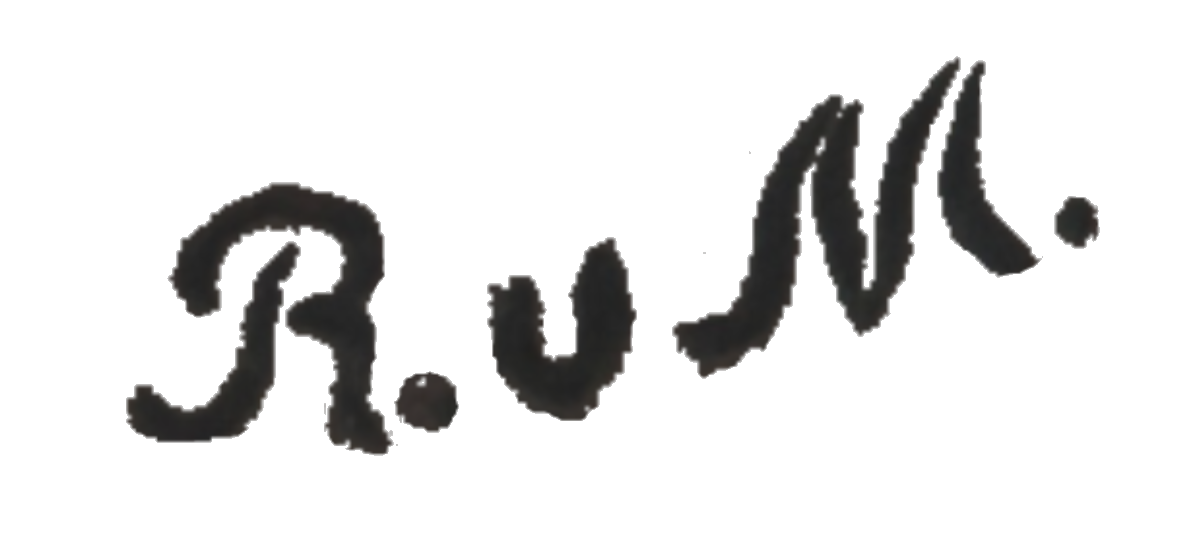
Beispiel einer Gießereisignatur von Rosenthal & Maeder, Kürzel R.uM.

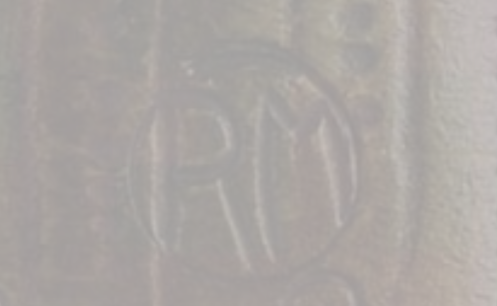
Andere Gießereisignatur von Rosenthal & Maeder, Kürzel RM

Rosenthal & Maeder (auch Rosenthal und Maeder, abgekürzt auch R.u.M. oder RM) war eine deutsche Bildgießerei in Berlin.

## Geschichte
Rosenthal & Maeder stellte in der Mitte der 1920er Jahre dekorative Bronze- und Elfenbeinfiguren im Stil des Art déco her. Die Firma befand sich in der Dresdner Straße 88/89 und verfügte über einen Ausstellungsraum in der Ritterstraße 59.
Das Unternehmen setzte Arbeiten von Bildhauern wie Franz Peleschka, Anton Puchegger, Hans Harders, Ernst Beck, Dorothea Charol, Otto Poertzel, Paul Phillipe oder Richard Lange handwerklich um.
Die Firma ging im Jahre 1929 in Preiss & Kassler auf, welche die Künstler von Rosenthal & Maeder zahlreich übernahmen und vielfach die Herausgabe ihrer Werke fortsetzten.